# Arruda dos Vinhos
Arruda dos Vinhos es una villa portuguesa en el distrito de Lisboa, región Centro y comunidad intermunicipal del Oeste, con cerca de 5800 habitantes.

## Geografía
Es sede de un pequeño municipio con 77,71 km² de área y 10 350 habitantes (2001), subdividido en 4 freguesias. Los municipios están limitados al norte por municipio de Alenquer, al sureste por Vila Franca de Xira, al sur por Loures, al oeste por Mafra y al noroeste por Sobral de Monte Agraço.

## Demografía
| Gráfica de evolución demográfica de Arruda dos Vinhos entre 1864 y 2021 |
|                                                                         |
| Datos según el nomenclátor publicado por el INE portugués.              |

## Freguesias
Las freguesias de Arruda dos Vinhos son las siguientes:
- Arranhó
- Arruda dos Vinhos
- Cardosas
- São Tiago dos Velhos